# Detarium macrocarpum
Detarium macrocarpum ist eine Pflanzenart aus der Gattung Detarium in der Unterfamilie der Johannisbrotgewächse (Caesalpinioideae) innerhalb der Familie der Hülsenfrüchtler (Fabaceae). Sie ist in West- und Zentralafrika verbreitet und die größte Art ihrer Gattung.

## Beschreibung

### Erscheinungsbild und Borke
Detarium macrocarpum wächst als laubabwerfender, mittelgroßer bis sehr großer Baum, der Wuchshöhen von bis zu 60 Metern und einen Stammdurchmesser von 150 bis 200 Zentimetern erreicht. Der normalerweise gerade und zylindrische Stamm, ist bis in 20 Meter Höhe unverzweigt. Sie besitzen kleine Brettwurzeln oder sind an der Basis leicht angeschwollen. Die Baumkrone ist kuppelförmig und die Zweige sind kahl.
Die silbergraue bis dunkelgraue oder gräulich-braune Borke ist rissig und wird mit der Zeit schuppig. Die Innenrinde ist faserig und äußerlich braun und innerlich rosafarben.
Die Sämlinge keimen epigäisch, das Hypokotyl ist 6 bis 14 Zentimeter lang und das Epikotyl ist 13 bis 28 Zentimeter lang. Die Keimblätter sind dick, fleischig und löffelförmig. Die Primärblätter sind wechselständig angeordnet mit acht bis zehn Fiederblättchen.

### Blatt
Die wechselständig angeordneten Laubblätter sind in Blattstiel und Blattspreite gegliedert. Die Blattspreite ist paarig oder unpaarig gefiedert mit 8 bis 20 Fiederblättchen. Die wechselständig angeordneten Fiederblättchen sind bei einer Länge von 4 bis 8 Zentimetern und einer Breite von 2 bis 4,5 Zentimeter eiförmig bis elliptisch sowie papierartig und kahl. Sie sind lang zugespitzt sowie an der Blattbasis leicht unsymmetrisch und sind durchscheinend drüsig punktiert. Der Blättchenstiel ist 5 bis 7 Millimeter lang. Die Nebenblätter sind winzig und früh abfallend.

### Blütenstand und Blüte
Die seitenständigen Gesamtblütenstände sind aus etwa 8 Zentimeter langen, kahlen und locker sitzenden, rispigen Teilblütenständen zusammengesetzt. Der Blütenstiel ist 2 bis 3 Millimeter lang.
Die zwittrigen Blüten sind leicht zygomorph mit einfacher Blütenhülle. Die vier weißlichen Kelchblätter sind bei einer Länge von etwa 5 Millimetern eiförmig bis lanzenförmig. Sie sind auf der Außenseite kahl und auf der Innenseite behaart und ein Kelchblatt ist breiter als die anderen drei. Kronblätter sind keine vorhanden. Die zehn Staubblätter sind frei und etwa 5 Millimeter lang. Das einzige, oberständige Fruchtblatt ist elliptisch, dicht behaart und 2 Millimeter lang. Der Griffel ist etwa 3 Millimeter lang und gebogen.

### Frucht und Samen
Die olivengrünen, sich nicht öffnenden Hülsenfrüchte sind bei einem Durchmesser von 7 bis 8 oder 10 Zentimetern kugelförmig bis eiförmig sowie steinfrucht-ähnlich. Sie sind leicht abgeflacht und glatt mit einem blassgrünen und fasrigen Fruchtfleisch und enthalten einen Samen. Die Hülsenfrüchte reifen normalerweise in der Trockenzeit. Die Samen sind runzelig und haben einen Durchmesser von bis zu 6 Zentimetern.

## Ökologie
Die Hülsenfrüchte werden von Elefanten gefressen, die damit für eine Ausbreitung der Samen sorgen. Ducker fressen das Fruchtfleisch und Gorillas, Schimpansen, Mandrills und Schweineartige können die harte Schale knacken und so an den Samen gelangen.

## Vorkommen
Das Verbreitungsgebiet von Detarium macrocarpum erstreckt sich vom südöstlichen Nigeria über Kamerun, die Zentralafrikanische Republik, Äquatorialguinea und Gabun. Dort wächst sie in feuchten Tiefland-Regenwäldern normalerweise auf gut drainierten Böden bei mittleren Jahresniederschlagsmengen von etwa 1400 mm. Einige Bestände stehen in geschützten Gebieten, so im Kamuku-Nationalpark, wo sie neben Isoberlinia doka und Terminalia avicennioides dominanten Bestände bildet.

## Taxonomie
Detarium macrocarpum wurde 1901 von Hermann August Theodor Harms in Botanische Jahrbücher für Systematik, Pflanzengeschichte und Pflanzengeographie Band 30 Teil 1, Seite 78 erstbeschrieben.

## Nutzung
Detarium macrocarpum liefert ein hochwertiges Bauholz, welches aber, durch die geringen Bestandsdichten bedingt, nicht kommerziell genutzt wird.